# Jan Winter
Jan Carl Maximilian Winter, född 27 augusti 1950, i Stockholm är en svensk journalist och musiker — artistnamn The Liraman Experience — från Uppsala, med tidig och folklig musik som specialintresse.
Jan Winter är född i Stockholm och växte upp i bland annat Berlin och Paris. Hans far var tidningen Expressens korrespondent i Berlin och hans mor frilansade för Sveriges Radio.
Han var djupt inblandad i 1970-talets folkmusikvåg men framför allt i det uppsving för de mindre kända folkmusikinstrumenten som följde på vågen. Under 1980-talet inleddes ett samarbete med musikvetaren Per-Ulf Allmo, med vilken han har givit ut referensverken Lirans hemligheter och Säckpipan i Norden. Winter och Allmo äger gemensamt förlaget Tongång, som under givit ut över 60 cd-skivor med folkmusik som bärande tema. Winter var också aktiv som lärare under säckpipekurser under 1980- och 1990-talen, bland annat vid Falun Folkmusik Festival samt säckpipefestivalen i Dala Järna.
Winter har lira (vevlira), säckpipa (framför allt svensk säckpipa) och gamla nyckelharpor som huvudinstrument men spelar en rad andra äldre folkmusikinstrument.
Han har spelat i många olika grupper och ensembler samt varit studiomusiker på ett tiotal inspelningar.
Åren 2006-2009 var han marknadsansvarig för Katthamradagarna, en folkmusikfest som arrangerades åren 2000 till och med 2009 i Katthammarsvik på Gotland och är en återkommande gäst i Medeltidsveckans olika evenemang sedan 1996.
Mellan 1976 och 2014 arbetade Jan Winter med utrikesjournalistik på nyhetsbyrån TT, Tidningarnas Telegrambyrå, där han bland annat var utrikeschef och Nordenkorrespondent.
I maj 2018 utkom Winters första skönlitterära  verk, Dieters bok - Flykting hos familjen Bergman, Boken handlar om hans pappa Dieters första år som flykting i Sverige, under den tid när han hade en fristad hos Ingmar Bergmans föräldrar Erik och Karin Bergman. Boken utkom på Förlaget Tongång.
I november 2023 utkom uppföljaren Kullarna – roman om ett brott

## Grupper i urval
- Joculatores Upsalienses
- Zenner&Greiner

Har också varit gästmusiker i grupper som Folk & Rackare,  Per Gudmundson med vänner, Bromans övertonskapell  med flera.

## Fonogram i urval
- Hemkört: I ett hörn av trädgården (1976)
- Per Gudmundson: Med Vänner  (1986) (2015 CD)
- Frögdesång och Lustig Dantz (även medproducent) (1988)
- Folk & Rackare: Rackbag (1986)
- Fred Lane/Bromans Övertonskapell: Luther på axeln och fan i fötterna (1987)
- Björn J:son Lindh: Feather Nights (1987)
- Lolita Pop: Poison (1989)
- New World order Journey #2 (1993)